# Trek Factory Racing/2015
Deze pagina geeft een overzicht van de wielerploeg Trek Factory Racing in 2015.

## Algemeen
Sponsors: Trek
Algemeen Manager: Luca Guercilena
Teammanager: Kim Andersen
Ploegleiders:  Adriano Baffi, Dirk Demol, Alain Gallopin, Luc Meersman, Josu Larrazabal
Fietsen: Trek
Materiaal: Shimano
Kopman: Giacomo Nizzolo, Bauke Mollema & Fabian Cancellara

## Transfers
| Inkomend         | Team 2014                            | Uitgaand           | Team 2015    |
| ---------------- | ------------------------------------ | ------------------ | ------------ |
| Leonardo Basso   | Selle Italia-Cieffe-Ursus (stagiair) | Robert Kišerlovski | Tinkoff-Saxo |
| Julien Bernard   | SCO Dijon (stagiair)                 | Andy Schleck       | Gestopt      |
| Marco Coledan    | Bardiani CSF                         | Danilo Hondo       | Gestopt      |
| Daniel McConnell | Trek Factory Racing (MTB)            | Jens Voigt         | Gestopt      |
| Bauke Mollema    | Belkin Pro Cycling                   |                    |              |
| Szymon Rekita    | GFDD Altopack (stagiair)             |                    |              |
| Gert Steegmans   | Omega Pharma-Quick-Step              |                    |              |

## Renners
| Naam               | Geboortedatum | Nationaliteit    | Ploeg 2014                |
| ------------------ | ------------- | ---------------- | ------------------------- |
| Eugenio Alafaci    | 09-08-1990    | Italië           |                           |
| Julián Arredondo   | 30-06-1988    | Colombia         |                           |
| Fumiyuki Beppu     | 10-04-1983    | Japan            |                           |
| Matthew Busche     | 09-05-1985    | Verenigde Staten |                           |
| Fabian Cancellara  | 18-03-1981    | Zwitserland      |                           |
| Marco Coledan      | 22-08-1988    | Italië           | Bardiani CSF              |
| Stijn Devolder     | 29-08-1979    | België           |                           |
| Laurent Didier     | 19-07-1984    | Luxemburg        |                           |
| Fabio Felline      | 29-03-1990    | Italië           |                           |
| Markel Irizar      | 05-02-1980    | Spanje           |                           |
| Bob Jungels        | 22-09-1992    | Luxemburg        |                           |
| Daniel McConnell   | 09-08-1985    | Australië        | Trek Factory Racing (MTB) |
| Bauke Mollema      | 26-11-1986    | Nederland        | Belkin Pro Cycling        |
| Giacomo Nizzolo    | 30-01-1989    | Italië           |                           |
| Jaroslav Popovytsj | 04-01-1980    | Oekraïne         |                           |
| Grégory Rast       | 17-01-1980    | Zwitserland      |                           |
| Hayden Roulston    | 10-01-1981    | Nieuw-Zeeland    |                           |
| Fränk Schleck      | 15-04-1980    | Luxemburg        |                           |
| Jesse Sergent      | 08-07-1988    | Nieuw-Zeeland    |                           |
| Fábio Silvestre    | 25-01-1990    | Portugal         |                           |
| Gert Steegmans     | 30-09-1980    | België           | Omega Pharma-Quick-Step   |
| Jasper Stuyven     | 17-04-1992    | België           |                           |
| Boy van Poppel     | 18-01-1988    | Nederland        |                           |
| Danny van Poppel   | 26-07-1993    | Nederland        |                           |
| Kristof Vandewalle | 05-04-1985    | België           |                           |
| Calvin Watson      | 06-01-1993    | Australië        |                           |
| Riccardo Zoidl     | 08-04-1988    | Oostenrijk       |                           |
| Haimar Zubeldia    | 01-04-1977    | Spanje           |                           |

## Belangrijke overwinningen
Ster van Bessèges
5e etappe (tijdrit): Bob Jungels
Eindklassement: Bob Jungels
Ronde van Oman
2e etappe: Fabian Cancellara
Driedaagse van West-Vlaanderen
2e etappe: Danny van Poppel
Tirreno-Adriatico
7e etappe (tijdrit): Fabian Cancellara
GP Nobili Rubinetterie
Winnaar: Giacomo Nizzolo
Internationaal Wegcriterium
2e etappe (tijdrit): Fabio Felline
Ronde van het Baskenland
2e etappe: Fabio Felline
Ronde van Italië
Puntenklassement: Giacomo Nizzolo
Nationale kampioenschappen wielrennen
Luxemburg - tijdrit: Bob Jungels
Luxemburg - wegrit: Bob Jungels
Verenigde Staten - wegrit: Matthew Bussche
Ronde van Wallonië
2e etappe: Danny van Poppel
5e etappe: Danny van Poppel
GP Industria e Commercio Artigianato Carnaghese
Winnaar: Leonardo Basso
Ronde van Spanje
8e etappe: Jasper Stuyven
12e etappe: Danny van Poppel
16e etappe: Fränk Schleck
Ronde van Alberta
1e etappe: Trek Factory Racing (PTT)
Eindklassement: Bauke Mollema
Japan Cup
Winnaar: Bauke Mollema
Mannen: 2011 · 2012 · 2013 · 2014 · 2015 · 2016 · 2017 · 2018 · 2019 · 2020 · 2021 · 2022 · 2023 · 2024 · 2025
Vrouwen: 2019 · 2020 · 2021 · 2022 · 2023 · 2024 · 2025
AG2R-La Mondiale · Astana Pro Team · BMC Racing Team · Team Cannondale-Garmin · Etixx-Quick Step · FDJ · Team Giant-Alpecin · IAM Cycling · Katjoesja · Lampre-Merida · Team LottoNL-Jumbo · Lotto Soudal · Movistar Team · Orica GreenEDGE · Team Sky · Tinkoff-Saxo · Trek Factory Racing